# توراتا
توراتا (به لاتین: Turata) یک منطقهٔ مسکونی در روسیه است که در جمهوری آلتای واقع شده‌است.